# Sławomir Elsner (poeta)
Sławomir Elsner (ur. 30 lipca 1976 w Bytomiu) – polski poeta.

## Życiorys
Laureat projektu Połów 2008. Debiutancki tomik Antypody przyniósł mu nominację do Nagrody Literackiej „Nike” 2009, nominację do Wrocławskiej Nagrody Poetyckiej "Silesius" 2009 w kategorii debiut poetycki roku oraz I nagrodę V Ogólnopolskiego Konkursu Literackiego "Złoty Środek Poezji" 2009 na najlepszy poetycki debiut książkowy roku. Drugą nominację do Nagrody Literackiej „Nike” otrzymał w 2017 za tomik Mów.

## Poezja
- Afekt (Biuro Literackie, Wrocław 2007) – arkusz poetycki
- Antypody (Biuro Literackie, Wrocław 2008)
- Mów (Biuro Literackie, Stronie Śląskie 2016)